# 科帕奧尼克山

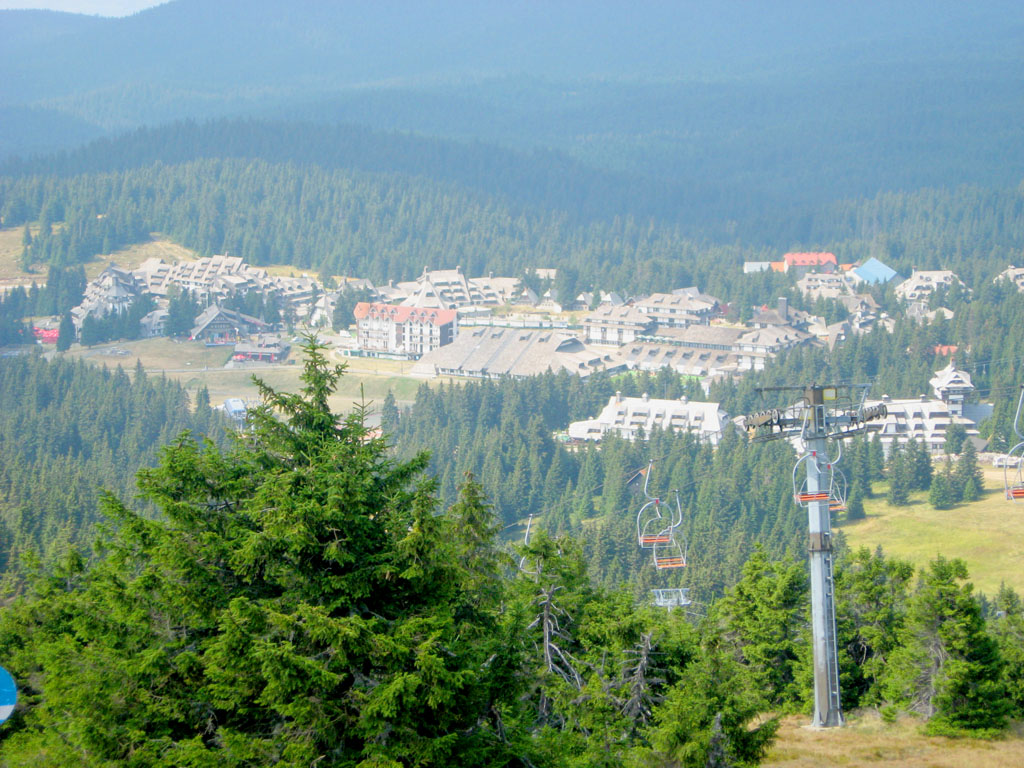
科帕奥尼克國家公園

科帕奥尼克山是位於塞爾維亞中部的一個山地地區，也是塞爾維亞最大的山脈。這一地區的最高峰是潘西奇山，高2,017米（6,617英尺）。科帕奥尼克是塞爾維亞最主要的滑雪度假區，規模位列東南歐最大。這裡的25條滑道可以容納每小時有3.2人遊客在此滑雪。科帕奥尼克的部分地區在1981年被劃為國家公園，面積121.06 km2（46.74 sq mi）。

## 外部連結
- .   [2018-02-03]. （原始内容存档于2012-03-09）., British promotional video
- National Park Kopaonik （页面存档备份，存于）
- British site promotion of Kopaonik
- Kopaonik Ski Resort - news, photos, ski info, web cams, weather, accommodation, forum, impressions （页面存档备份，存于）
- Kopaonik accommodation （页面存档备份，存于）
- BirdLife Kopaonik factsheet